# 一點粉紅 (香港)
一點粉紅（英語：Pink Dot HK） 是自2011年起於香港舉辦的年度同志驕傲活動。

## 歷史

### 2011年
2011年6月24日，香港粉紅同盟在中環的Psychic Jack Lounge舉辦了一場聚會。

### 2014年
受新加坡粉紅點活動啟發，2014年的一點粉紅於6月15日在添馬公園舉行，由大愛同盟與粉紅同盟聯合主辦，主題為「We Are Family: The Freedom to Love」（我們是一家人：愛的自由）。活動內容包括戶外野餐、嘉年華，以及由何韻詩與黃耀明等藝人壓軸演出的閉幕音樂會。活動獲得當地媒體廣泛報導，包括《東方日報》，估計有約1萬2000人參加。活動前，美國銀行中心大廈以粉紅色燈光裝飾作為宣傳。

### 2015年
一點粉紅2015於9月20日再次在添馬公園、中央政府總部前舉行。出席嘉賓包括演員黃浩然、歌手黃耀明、歌手何韻詩、美國駐港總領事夏千福，以及平等機會委員會主席周一嶽。活動估計吸引超過1萬5000人參加。

### 2016年
2016年，一點粉紅邁入第三個年頭。主辦方將活動主題定爲「愛必勝」並改在西九苗圃公園舉行，吸引逾萬人出席。

### 2019年
一點粉紅由於反對逃犯條例修訂草案運動停辦一年。

### 2023年
第九屆「一點粉紅」於2023年12月10日在西九文化區藝術公園舉行，參與藝人包括梁釗鋒和陳凱詠。「耶書亞愛家工程」曾於活動舉辦前的12月6日到政府總部外請願，要求政府取消議租藉西九文化區予一點粉紅。因與2019年香港區議會選舉撞期，香港警方提出多項額外要求，如巡視攤位，且要求提早完結。活動的高峰入場人次約爲1萬1000人。

### 2024年
香港一點粉紅十週年慶於2024年9月22日在西九文化區藝術公園舉行，大會總監爲梁兆輝。活動吸引超過20個演出單位表演，包括Serrini、小肥、P1X3L、sica、張天穎、Kiri T、J.ARIE、ANSONBEAN、力臻等，跨性別獨立歌手胡肇賢、變裝皇后團體Queen Collection HK等。35間贊助商當中包括摩根大通、瑞銀集團、滙豐等。場內共80個攤位，有逾6800名參與者到場，藝人黃夏蕙為活動大使之一。黃夏蕙表示希望政府和議員可以早日促成立法、合法化同性婚姻。

### 2025年
2025年7月31日，一點粉紅2025宣布取消，原因是西九文化區通知主辦方該場地將不會提供予活動使用。該活動原定於10月12日舉行，並將成為香港第11屆的一點粉紅。